# Epomops buettikoferi
Epomops buettikoferi — вид рукокрилих з родини Криланових, ендемічний для Західної Африки.  Харчується майже виключно фруктами.

## Опис
Вага самців — 160–198 гр, вага самиць — 85–135 гр.

## Відтворення
Піки народжуваності припадають приблизно на періоди з лютого по квітень і з вересня по листопад. Обидва періоди, здається, пов'язані з лактацією — лактація збігається з двома сезонами дощів, коли наявність фруктів максимальна. Період вагітності становить 5–6 місяців, а лактація триває 7–13 тижнів. Статева зрілість у самців — 11 місяців, у самиць — 6 місяців.

## Середовище проживання
Країни поширення: Кот-д'Івуар, Гана, Гвінея, Гвінея-Бісау, Ліберія, Нігерія, Сенегал, Сьєрра-Леоне. Мешкає у вологих і сухих рівнинних тропічних лісах і луках. 

## Загрози та охорона
Цілком можливо, що немає серйозних загроз для цього виду. Цей вид був зареєстрований з ряду охоронних територій у Західній Африці.